# Parque nacional Booti Booti
Booti Booti es un parque nacional en Nueva Gales del Sur, Australia, ubicado a 222 km al noroeste de Sídney.

## Datos
- Área: 16 km²
- Coordenadas: 32°14′40″S 152°32′36″E / -32.24444, 152.54333
- Fecha de Creación: 24 de abril de 1992
- Administración: Servicio Para la Vida Salvaje y los Parques Nacionales de Nueva Gales del Sur
- Categoría: IUCN: II

Véase también: Zonas protegidas de Nueva Gales del Sur